# Crassiparies
Crassiparies is een monotypisch geslacht van schimmels uit de orde Pleosporales. Het bevat alleen Crassiparies quadrisporus.